# Один-Два-Два
«Один Два Два» (англ. One Two Two, фр. Un Deux Deux) — один из самых роскошных и известных борделей Парижа в 1920—1940-х годах.
Его название происходит от номера дома 122, где он располагался. По настоянию владельцев, цифры (и название борделя) произносились на английском, чтобы облегчить поиск публичного дома для туристов, не знающих французского языка.
«Один Два Два» располагался на правом берегу, на улице Рю де Прованс (фр.) в VIII округе Парижа, недалеко от знаменитого магазина
«Printemps» («Весна») и бульвара Осман. В настоящее время в здании находится штаб-квартира французской федерации кожевенных заводов.

## Бордель до Второй мировой войны
Бордель открыли в 1924 году по адресу Рю де Прованс, 122, в бывшем особняке маршала Наполеона, князя Иоахима Мюрата.
Инициатором открытия борделя выступила мадам Дориан, бывшая проститутка самого популярного и роскошного на тот момент парижского публичного дома Ле-Шабане. Основным инвестором и директором проекта стал её муж Марсель Жаме.
Первоначально бордель умещался в оригинальном трехэтажном здании, однако в 1933 году, в связи с возросшей популярностью этого «дома свиданий», к особняку были пристроены ещё четыре этажа. Эта конфигурация здания сохранилась по сей день.

## Внутреннее устройство

Африканская комната в борделе «Один Два Два»

Бордель был создан в стиле «путешествия по миру». Каждая из 22 комнат публичного дома должна была создать для клиента полную иллюзию переноса в другую страну и эпоху. Причем делалось это не только с помощью картин, но и с помощью механических приспособлений.
Например, в так называемой «Пиратской комнате» кровать была стилизована под большую лодку, которая слегка покачивалась, давая клиенту ощущение секса в волнующемся море.
В комнате «Восточный экспресс» была воссоздана атмосфера купе знаменитого поезда. Кроме того, имитировалась тряска движения по железной дороге, а все время «сеанса» в комнате звучал характерный звук движущегося поезда. Дополнительно клиент мог заказать личного кондуктора, который бы встречал и провожал бы его в «купе».

Ресторан при борделе «Один Два Два»

В «Египетском холле» клиент мог почувствовать себя римским консулом, которого ждет обнажённая Клеопатра.
В дополнение к «историческим комнатам» клиент мог выбрать: амбар, наполненный соломой (для тех случаев, если занятие любовью на шерсти не приносило ему уже нужных ощущений), эскимоское иглу, индейское типи, деревенский дом, комнату с кривыми зеркалами, комнату пыток и другие «локации».
Согласно данным, представленным Фабьен Жаме в своей книге воспоминаний, в конце 1930-х годов в борделе работали 50 постоянных девушек, а также 40 человек обслуживающего персонала. Они стригли девушек, делали им педикюр и маникюр. Раз в две недели всех девушек осматривал врач.
Следует отметить также, что «Один Два Два» был, вероятно, первым борделем с системой льгот. Так, каждый четверг в нём устраивались так называемые «вечера разбитых лиц», во время которых в борделе бесплатно обслуживались изувеченные ветераны Первой мировой войны.
Кроме того, бордель «Один Два Два» был соединен с «Le Boeuf à la Ficelle», знаменитым рестораном, в числе посетителей которого были Эдит Пиаф, Кэри Грант и Марлен Дитрих, Жан Габен, Чарли Чаплин, Хамфри Богарт, Кэтрин Хэпбёрн. Ресторан также был выдержан в эротическом стиле — прислуга ходила на высоких каблуках, а их наготу прикрывали лишь фартуки.

## Бордель во время и после Второй мировой войны
В 1939 году вдохновительница и первая управляющая борделем мадам Дориан сбежала с одним из клиентов — богатым дипломатом. Вскоре после её отъезда место управляющей заняла 21-летняя Жоржетт Пелажи, по прозвищу Фабьен. В 1942 году она вышла замуж за бывшего мужа мадам Дориан — Мишеля Жаме.
Во время немецкой оккупации бордель «Один Два Два», наряду с некоторыми другими парижскими борделями класса люкс, был рекомендован для посещения немецким офицерам, чтобы ограничить их контакты с местным населением. По этой причине после освобождения Парижа от оккупации мадам Фабьен и её девушки были обвинены в коллаборационизме, побриты наголо и с позором проведены по улицам Парижа. Вскоре перестал функционировать и сам бордель. 13 апреля 1946 года во Франции был принят «закон Марты Ришар», запрещающий занятие проституцией и предписывающий закрыть все публичные дома страны в полугодовой срок. В октябре 1946 года «Один Два Два», как и все остальные бордели Франции, прекратил своё существование.
После закрытия дома свиданий его последняя владелица, Фабьен Жаме, написала книгу воспоминаний (фр.). В 1978 году на основании её мемуаров был снят фильм «Один, Два, Два: 122, улица Прованс» (фр., реж. Кристиан Гийон (фр.)). Также мадам Фабьен в 1976 году снялась в документальном фильме «Поющие во времена оккупации» (фр.).

## Фильмы
- «Один, Два, Два: 122, улица Прованс» — фильм 1978 года (реж. Кристиан Гийон, сценаристы Альбер Кантофф, Фабьен Жаме, Кристиан Уоттон, композитор — Эннио Морриконе)

## Другие парижские бордели 1920—1940-х годов
- Ле-Шабане
- Ле-Флёр-Бланше[фр.] (салон на Рю де Мулен), стены которого были расписаны Тулуз-Лотреком
- Сфинкс
- Ле-Монтион